# Sanford (serie televisiva)
Sanford  è una serie televisiva statunitense in 26 episodi trasmessi per la prima volta nel corso di 2 stagioni dal 1980 al 1981. È il seguito di Sanford and Son (1972-1977).
È una sitcom incentrata sulle vicende di Fred Sanford, un robivecchi. In questo sequel non è presente il figlio di Fred (Demond Wilson rifiutò di riprendere il suo ruolo) trasferitosi in Alaska.

## Trama
Los Angeles, primi anni 80. Fred Sanford, il vecchio rigattiere che divideva col figlio Lamont una rivendita di rottami, è rimasto amministratore unico: il giovane ha infatti cambiato lavoro, e si è trasferito in Alaska al seguito di una ditta costruttrice di tubazioni. 
Inoltre anche gli amici di sempre Grady e Bubba si sono trasferiti, e Julio, il vicino, è tornato al suo Paese di origine.
Tuttavia il vecchio Fred continua imperterrito la sua attività, assumendo come aiutante il giovane Cal, un barbuto gigante un po' tardo.

## Personaggi e interpreti
- Fred G. Sanford (26 episodi, 1980-1981), interpretato da Redd Foxx.
- Cal Pettie (26 episodi, 1980-1981), interpretato da Dennis Burkley.
- Evelyn Lewis (24 episodi, 1980-1981), interpretata da Margueritte Ray.
- Cliff Anderson (15 episodi, 1980-1981), interpretato da Clinton Derricks-Carroll.
- Rollo Larson (14 episodi, 1980), interpretato da Nathaniel Taylor.
- Cissy Lewis (14 episodi, 1980), interpretata da Suzanne Stone.
- Clara (14 episodi, 1980), interpretata da Cathy Cooper.
- Winston (13 episodi, 1980), interpretato da Percy Rodrigues.
- Zia Esther Anderson (10 episodi, 1981), interpretata da LaWanda Page.
- Ufficiale 'Hoppy' Hopkins (5 episodi, 1980-1981), interpretato da Howard Platt.
- Ufficiale 'Smitty' Smith (5 episodi, 1980-1981), interpretato da Hal Williams.

### Guest star
Tra le guest star: Tina Menard, Sammy Davis Jr., Elvia Allman, Kim Hamilton, Vivian Bonnell, Sarina C. Grant, Lindsay Bloom, Theodore Lehmann, William Lanteau, Alvernette Jiminez, Wilbur 'Hi-Fi' White, Debraca Foxx, Cal Wilson, Ivan Bonar, Steve Kahan, Patrick Cronin, Howard Platt, Sid Gould.

## Produzione
La serie fu prodotta dalla Tandem Productions di Norman Lear. Il regista è Jim Drake.

### Sceneggiatori
Tra gli sceneggiatori sono accreditati:
- Phil Doran in 8 episodi (1980-1981)
- Douglas Arango in 6 episodi (1980-1981)
- Ted Bergman in 6 episodi (1980-1981)
- Sy Rosen in 5 episodi (1980-1981)
- Michael Morris in 2 episodi (1980-1981)
- Chip Keyes in 2 episodi (1981)
- Doug Keyes in 2 episodi (1981)
- Bob Schiller in 2 episodi (1981)
- Bob Weiskopf in 2 episodi (1981)

## Distribuzione
La serie fu trasmessa negli Stati Uniti dal 15 marzo 1980 al 10 luglio 1981  sulla rete televisiva NBC. In Italia è stata trasmessa con il titolo Sanford.

## Episodi
| Stagione         | Episodi | Prima TV USA |
| ---------------- | ------- | ------------ |
| Prima stagione   | 14      | 1980         |
| Seconda stagione | 12      | 1981         |